# 2017년 4월 낭가르하르 공습
2017년 4월 13일 비핵무기 폭탄 중 두번째로 큰 GBU-43 공중폭발 대형폭탄을 낭가르하르 주의 아친 지방에 미국에 의하여 투하되었다. 이는 ISIS가 사용하던 터널 복합 시설을 파괴하기 위함이었다. GBU-43은 9,797 kg의 GPS-유도탄으로, 미국 무기고에 있는 것 중 가장 강력한 재래식 폭탄이다. 2003년 3월 이라크 전쟁 발발 며칠 전 처음으로 시험되었으며 6,800 kg의 BLU-82 "데이지 커터"의 진화된 형태이다. 각각의 GBU-43는 1600만 달러 정도의 비용이 든다. 폭탄은 C-130에서 투하되었다.

## 사건
2017년 샤이라트 미사일 공습이 발생한 지 일주일 후에, 그리고 마크 데 알렌케어 미국 특수부대 병사가 낭가르하르 동부 지역에서 소화기로 부상을 입은 바로 다음 날 폭격이 이루어졌다. 낭가르하르의 아친 지방은 이슬람 국가의 아프가니스탄 지부가 거점으로 삼은 곳이었다. 초기에 36명의 무장대원이 공격으로 사망했다고 밝혔다.
펜타곤의 대변인은 아프가니스탄에 폭탄을 들여온 것은 듀란드 선 인근에 위치한 낭가르하르의 IS 거점을 파괴하기 위함이었다고 밝혔다. 국경 지역은 IS가 아프가니스탄 쪽에서 성장하기 시작하면서 통제하기 어려워졌다. CBS 뉴스의 국제 안보 담당자인 데이비드 마틴은 미국 대통령 버락 오바마 때부터 이 공습이 계획되었다고 밝혔다. MOAB를 사용하는 것에 대한 허가는 아프가니스탄 주둔 미군 사령관으로부터 받아야 했다.
MOAB는 투하식 무기가 아니라 깊은 협곡이나 동굴 내부와 같은 주변 환경을 포함한 넓은 지역 및 목표를 지표 목표를 대상으로 하기 때문에 부드럽게 제작되었다. 미군은 비슷한 복합시설들을 목표로 삼고 아프가니스탄에 수만 발의 폭탄을 투하했다. 바바라 스타에 따르면 그것은 "지상에 가장 큰 발자국을 남긴 자에 맞서서 사용된 무기"라고 말했다.

## 반응
- 미국 – 도널드 트럼프 대통령은 그가 MOAB의 사용을 허가했는 지에 대해서는 이야기 하지 않고, 군대가 완전한 승인만 했다고 이야기한 후"[10] 미군이 세계에서 가장 강한 군대라 칭찬했다. "우리는 그들에게 완전한 승인을 주었고, 그들이 한 것과 그들이 왜 했는 지에 대해서는 솔직히 성공적이었다고 생각합니다".[11]
- 아프가니스탄의 전 대통령인 하미드 카르자이는 트위터에서 공격을 비난하였다. 그는 "이것은 테러와의 전쟁이 아닌 비도덕적이고 가장 잔인한 임무로 우리 국가에 새롭고 위험한 무기를 시험한 것이다."라고 말했다.[12]

## 같이 보기
- 충격과 공포